# Vaszilij Danyilovics Szokolovszkij
Vaszilij Danyilovics Szokolovszkij (1897. július 21. Kozliki, (ma Koźliki (Białystoki járás), Lengyelország) – 1968. május 10. Moszkva) szovjet tábornok, a Nyugati, később az 1. Ukrán Front parancsnoka. A megszállt Kelet-Németország katonai kormányzója 1946 és 1949 között, majd szovjet védelmi miniszter-helyettes, illetve szovjet vezérkari főnök.

## Pályafutása
A Grodnói kormányzóságban született paraszti családban. Egy falusi iskolában dolgozott és számos cárellenes demonstrációban vett részt. 1918 februárjában csatlakozott a Vörös Hadsereghez. 1919-ben katonai iskolába küldték, de tanulmányai az országban folyó polgárháború miatt többször is megszakadtak. 1921-ben egy Turkesztánban harcoló alakulat parancsnokává nevezték ki. Egy Szamarkand melletti csatában megsebesült, hősies magatartásáért később kitüntették. A polgárháború vége után a Moszkvai Katonai Körzet parancsnoka és a szovjet vezérkar parancsnokhelyettese lett. E pozíciókat az 1941-es német offenzíváig töltötte be.
1941 decemberében lett a Nyugati front törzskarának parancsnoka, amikor a német csapatok mindössze 20 kilométerre voltak Moszkvától, így közreműködött a németek első vereségét hozó moszkvai csata megtervezésében. 1943-ban a Nyugati front főparancsnoka lett.
Szokolovszkij a kurszki csatában aratta élete talán legjelentősebb győzelmét. 1944. áprilisában az 1. ukrán front törzsfőnöke lett, csapataival Lengyelországon és Szilézián át Berlinig tört előre. A berlini csatában nem vett részt, mert a délnyugati irányból érkező német felmentő seregek visszaverését kapta feladatul.
A világháború befejeződése után a Németországot megszálló szovjet csapatok főparancsnoka lett. 1946. július 3-án marsallá, ezzel együtt Kelet-Németország katonai kormányzójává nevezték ki. Szokolovszkij a kemény kezű politizálás híveként támogatta a nyugati hatalmakkal való határozott bánásmódot, az ő parancsára vették blokád alá Nyugat-Berlint. A blokád időtartama alatt Szokolovszkij többször is konfrontatívan viselkedett, egyszer a berlini légihíd eltévedt gépeinek leszállásra kényszerítésével fenyegette meg a nyugati szövetségeseket. Alakja egyre kellemetlenebbé vált a patthelyzetre diplomáciai megegyezést kereső szovjetek számára, ezért 1949 tavaszán felmentették pozíciójából és visszahívták Moszkvába.
Hazatérvén helyettes védelmi miniszter lett, majd 1952-ben a szovjet vezérkar főparancsnoka. 1956. októberében ő adott parancsot a szovjet csapatok budapesti bevonulására. 1960-ban mentették fel pozíciójából, akkor kapta a védelmi minisztérium főinspektori pozícióját, amelyet élete végéig betöltött. 1962-ben Katonai stratégia címmel megjelent könyve nyugaton is ismertté tette nevét. Írásában bepillantást engedett a szovjet katonai gondolkodás világába. 1968. május 10-én hunyt el. A hamvait tartalmazó urnát a Kreml falában helyezték nyugalomra.

## Művei magyarul
- Hadászat (részletek); in: Válogatás szovjet hadtudományi írásokból; vál., szerk. Kocsis Bernát; Zrínyi, Bp., 1984

## Fordítás
- Ez a szócikk részben vagy egészben  a   Vasily Sokolovsky című angol Wikipédia-szócikk ezen változatának fordításán alapul.  Az eredeti cikk szerkesztőit annak laptörténete sorolja fel. Ez a jelzés csupán a megfogalmazás eredetét és a szerzői jogokat jelzi, nem szolgál a cikkben szereplő információk forrásmegjelöléseként.